# Żółty słoń
Żółty słoń (ros. желтый слон) – radziecki krótkometrażowy film lalkowy z 1979 roku w reżyserii Władimira Danilewicza. Scenariusz napisał Jurij Jakowlew.

## Role głosowe
- Tamara Dmitrijewa
- Marija Winogradowa

## Animatorzy
T. Guszczina, Anatolij Pietrow, Siergiej Olifirienko, L. Kryłowa

## Wersja polska
Opracowanie wersji polskiej: Studio Opracowań Filmów w Warszawie
- Reżyseria: Izabela Falewicz
- Dialogi: Krystyna Albrecht
- Dźwięk: Zdzisław Siwecki
- Montaż: Gabriela Turant
- Kierownictwo produkcji: Andrzej Staśkiel

Źródło: